# James Peters
James Peters (Chicago, 24 maggio 1981) è un ex cestista statunitense, professionista nella NBDL in Europa e in Asia.